# فرودگاه کالواچا
فرودگاه کالواچا (به انگلیسی: Kalvacha Airport) (به زبان بومی: Letishte Kalvacha) یک فرودگاه است که یک باند فرود بتن و آسفالت دارد و طول باند آن ۱۸۰۰ متر است. این فرودگاه در کشور بلغارستان قرار دارد و در ارتفاع ۱۹۶ متری از سطح دریا واقع شده است.